# 라슬로 2세

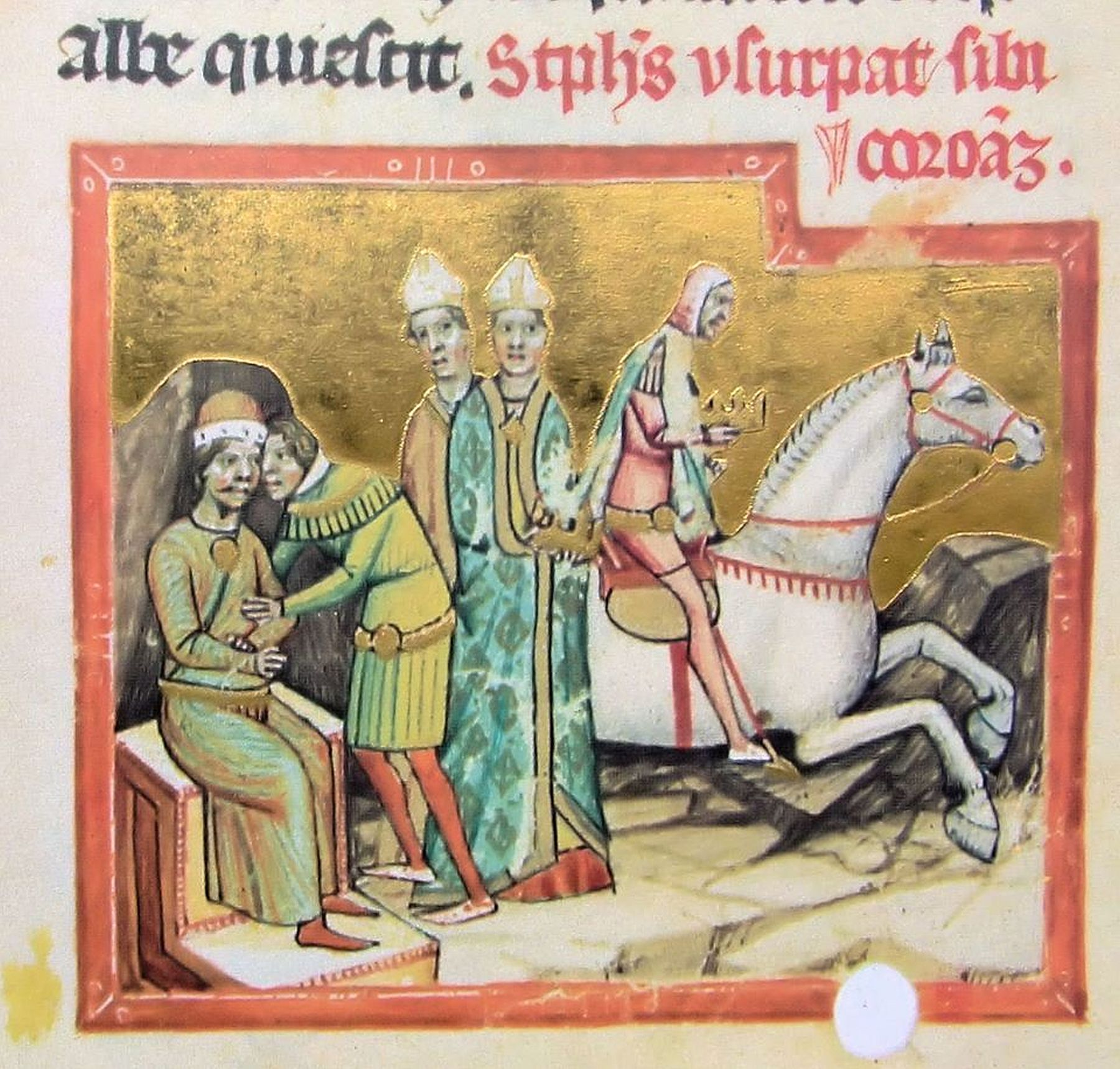
1358년에 출간된 《삽화 연대기》에 묘사된 라슬로 2세

라슬로 2세(헝가리어: II. László, 슬로바키아어: Ladislav II. 라디슬라프 2세, 크로아티아어: Ladislav II. 라디슬라브 2세, 1131년 ~ 1163년 1월 14일)는 헝가리와 크로아티아의 국왕(재위: 1162년 ~ 1163년)으로 이슈트반 3세의 대립왕이다.

## 생애
1131년 벨러 2세와 그의 아내였던 세르비아의 옐레나 사이에서 태어났다. 그가 태어난 지 얼마 지나지 않아 옐레나는 아라드에서 라슬로의 형이었던 게저와 함께 벨러의 실명에 관여한 혐의를 받은 귀족들의 처형을 명령했다.
1136년에는 벨러 2세가 이끄는 군대가 보스니아를 침공했다. 라슬로는 자신의 아버지였던 벨러 2세로부터 보스니아 공작이라는 칭호를 받았지만 실제로 통치한 적은 없었다. 1156년과 1157년에는 라슬로와 이슈트반이 게저 2세에 대항하는 반란을 일으켰지만 실패했고 나중에 비잔티움 제국으로 망명하게 된다.
1160년경에는 자신의 동생이었던 이슈트반과 함께 콘스탄티노폴리스로 이주했지만 1162년 게저 2세가 사망하자 비잔티움 제국의 황제였던 마누엘 1세 콤네노스의 지원을 통해 헝가리로 귀환했다. 마누엘 1세는 헝가리에 대한 비잔티움 제국의 영향력을 확대하기 위한 차원에서 이슈트반의 왕위 찬탈 계획을 수립했다. 그렇지만 라슬로를 추종하던 헝가리의 귀족들은 이를 거부했고 라슬로를 이슈트반 3세의 대립왕으로 추대하게 된다.
이슈트반 3세의 충실한 지지자였던 에스테르곰 주교 루카치(Lukács)는 라슬로의 대관을 거부했고 라슬로를 파문시켰다. 라슬로는 1162년 7월 컬로처 주교였던 미코(Mikó)로부터 왕관을 받았지만 1163년 1월에 사망하고 만다.
| 전임 이슈트반 3세 | 헝가리와 크로아티아의 국왕 이슈트반 3세의 대립왕 1162년 ~ 1163년 | 후임 이슈트반 4세 |